# 이윤희 (만화가)
이윤희(1986년~)는 대한민국의 만화가이다. 2010년 단편 〈이런 남자 어떠세요?〉로 만화잡지 《윙크》에서 데뷔하였다. 주요 작품으로 조선시대 군담소설 《박씨전》을 모티브로 한 《어화둥둥 내 보르미》가 있다.

## 작품 목록

### 단편
| 작품명              | 잡지 게재                 | 출판           | 특징           |
| ------------------- | ------------------------- | -------------- | -------------- |
| 이런 남자 어떠세요? | 《윙크》2010년 4월 1일자  | 수록된 바 없음 | 《윙크》데뷔작 |
| 콜라를 주세요♥      | 《윙크》2010년 5월 1일자  | 수록된 바 없음 |                |
| 지구용사 피스맨     | 《윙크》2010년 6월 1일자  | 수록된 바 없음 |                |
| 스마트한 신국       | 《윙크》2010년 7월 15일자 | 수록된 바 없음 |                |

### 장편
- 《어화둥둥 내 보르미》

첫 장편연재, 만화잡지《윙크》에서 2010년 10월 1일자 ~ 연재중

## 출판 목록
- 《어화둥둥 내 보르미》

## 수상
2010 제3회 대학만화최강전 대상 수상